# 罗贝尔·勒菲弗
罗贝尔·雅克·弗朗索瓦·福斯特·勒菲弗（法語：Robert Jacques François Faust Lefèvre，發音：[ʁɔbɛʁ ʒak fʁɑ̃swa fɔst ləfɛvʁ]；1755年9月24日—1830年10月3日），法国画家，擅长肖像画、历史画和宗教画。他深受雅克-路易·大卫的影响。

## 画作

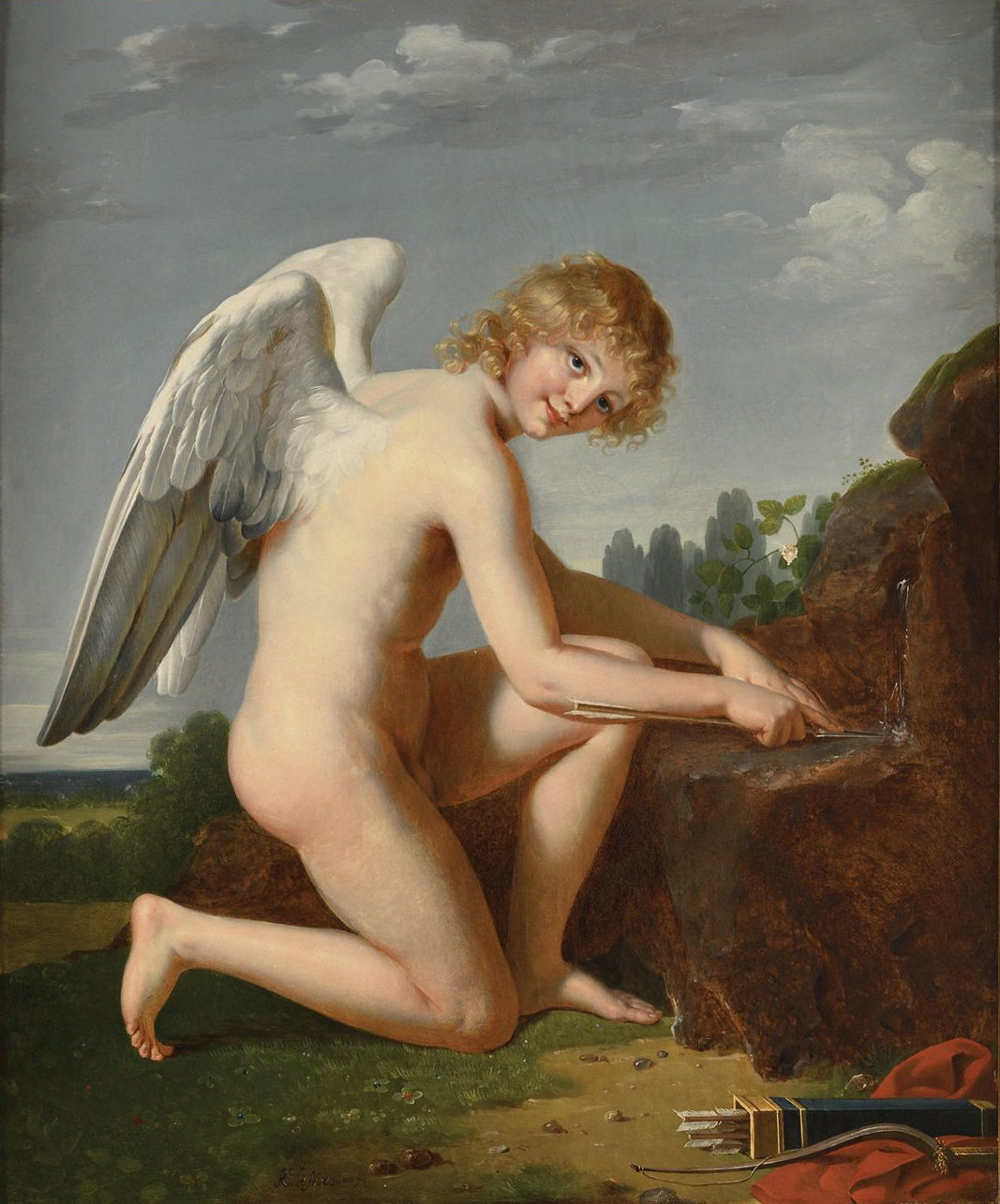
《磨箭的丘比特》，1798年
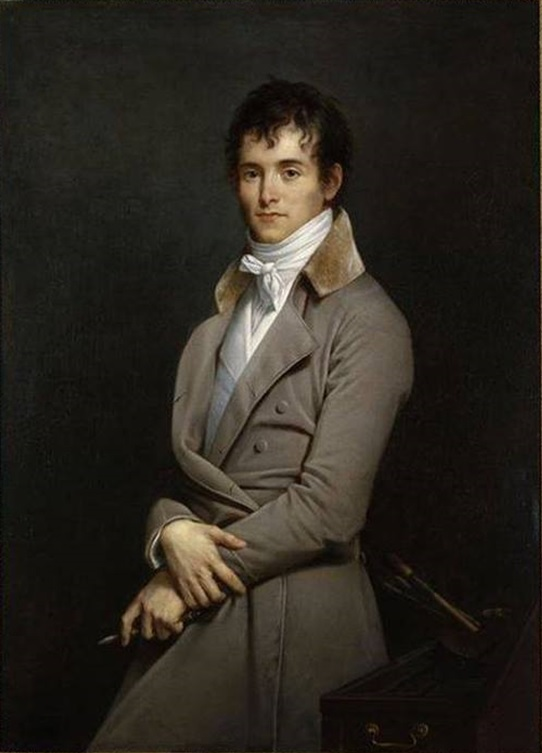
《皮埃尔·纳西斯·介朗肖像画（英语：Portrait of Pierre-Narcisse Guérin）》，1801年
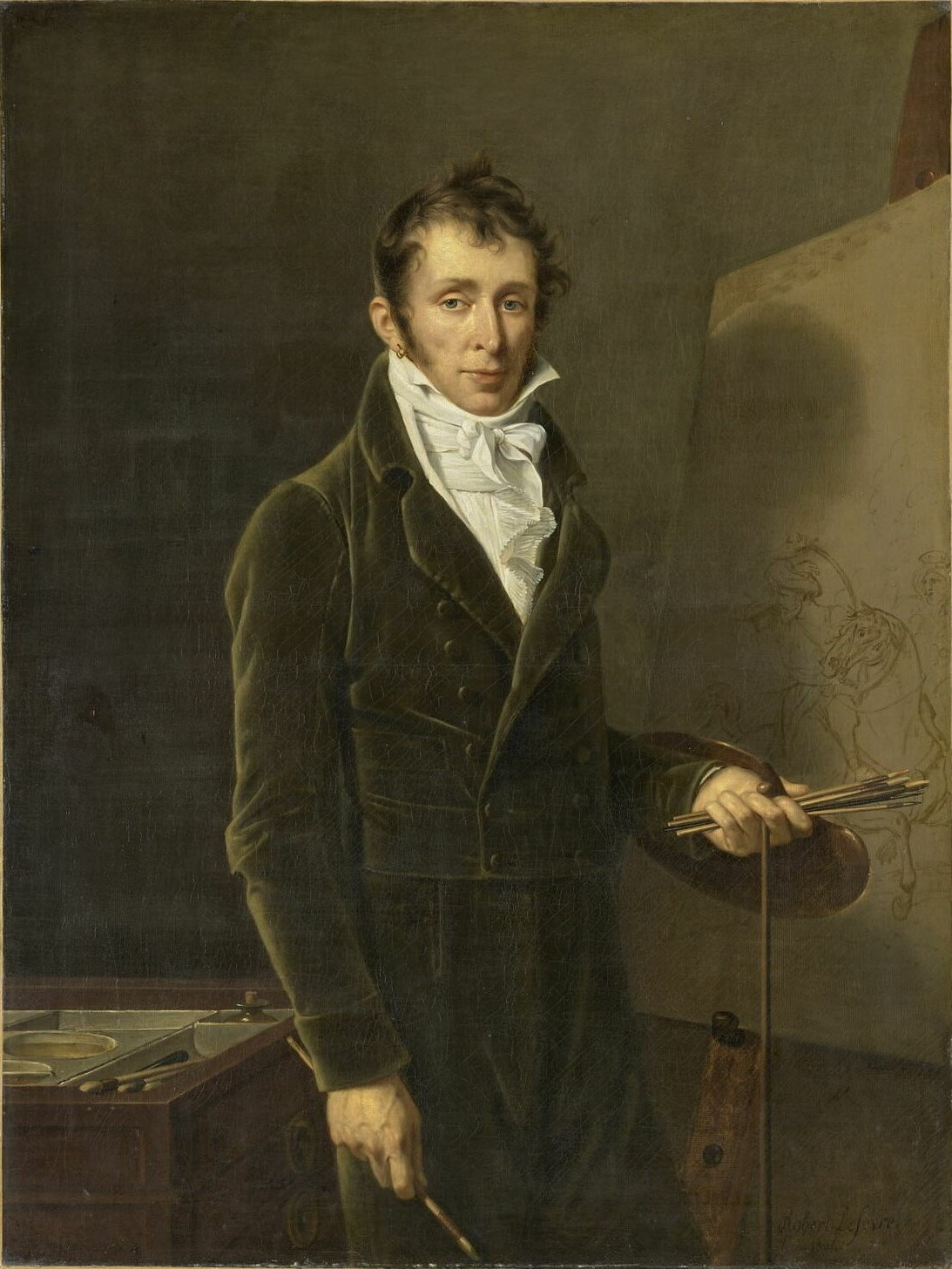
《卡尔·韦尔内肖像（英语：Portrait of Carle Vernet）》，1804年
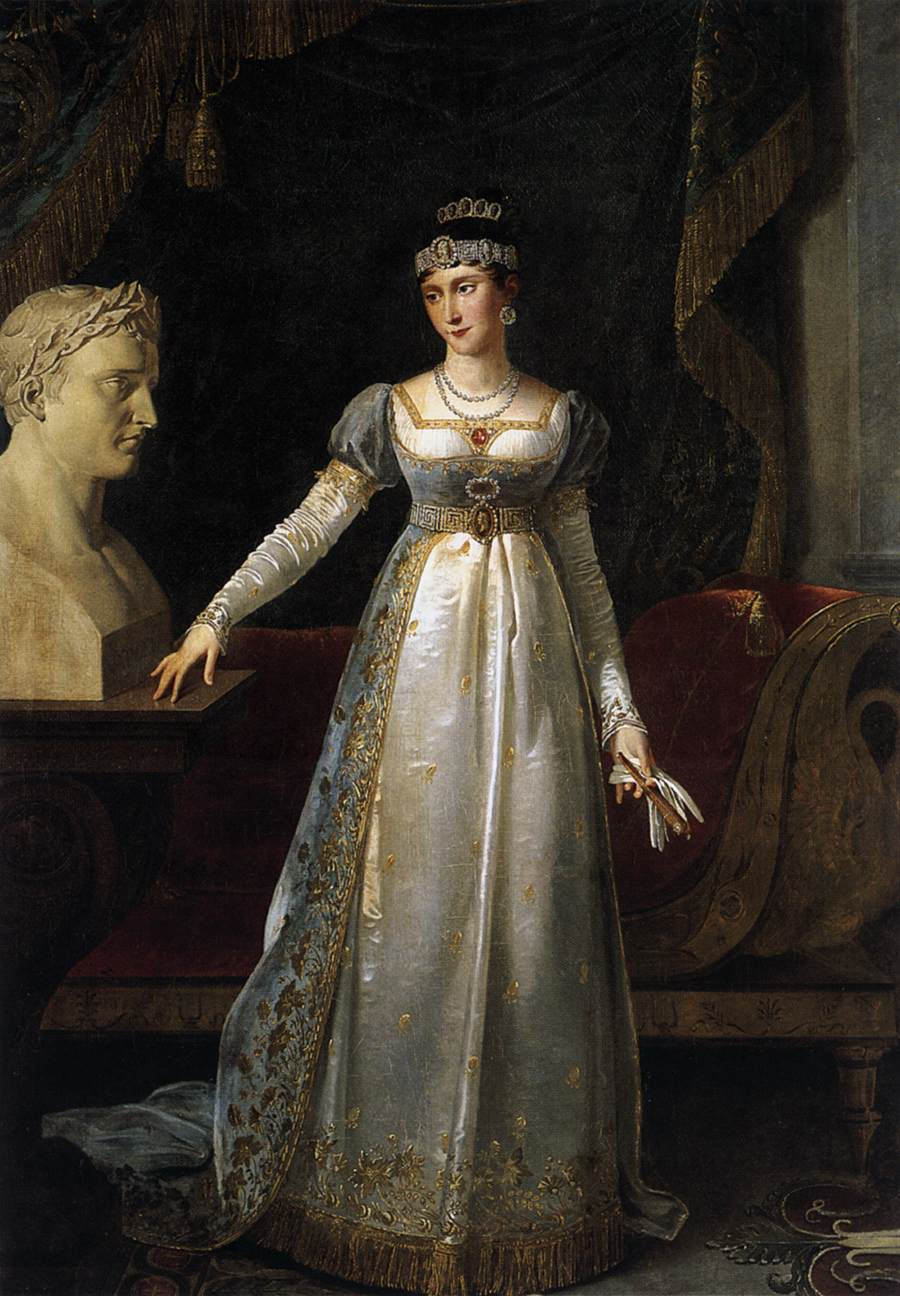
《波利娜·博尔盖塞公主》，1806年
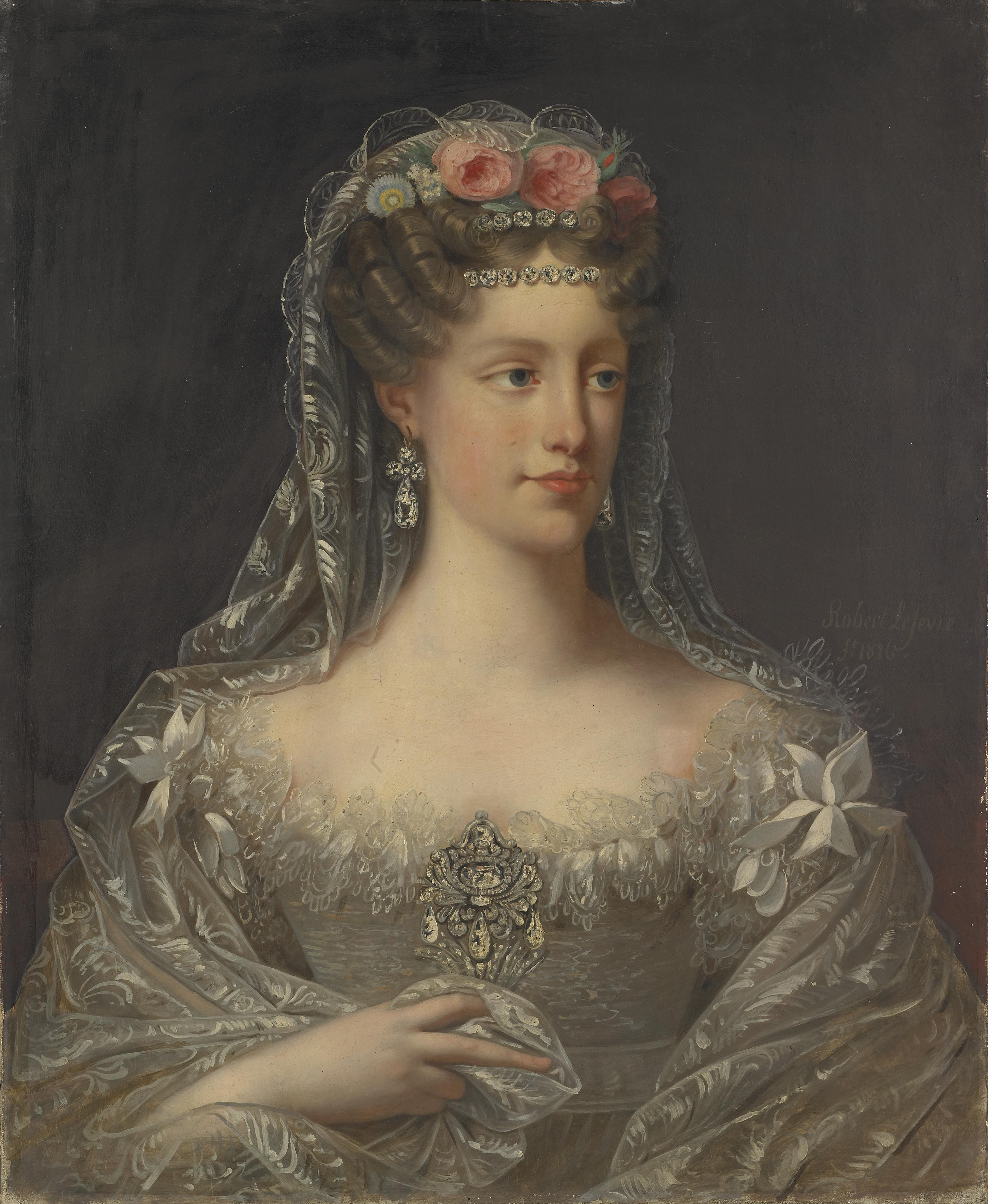
《贝里公爵夫人肖像》，1826年
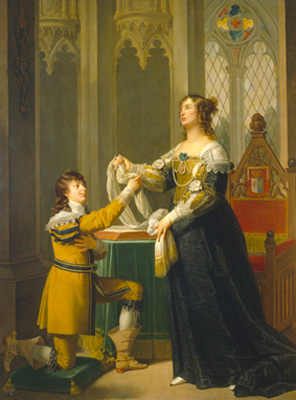
《玛丽亚·巴里亚京斯卡娅》，1819年
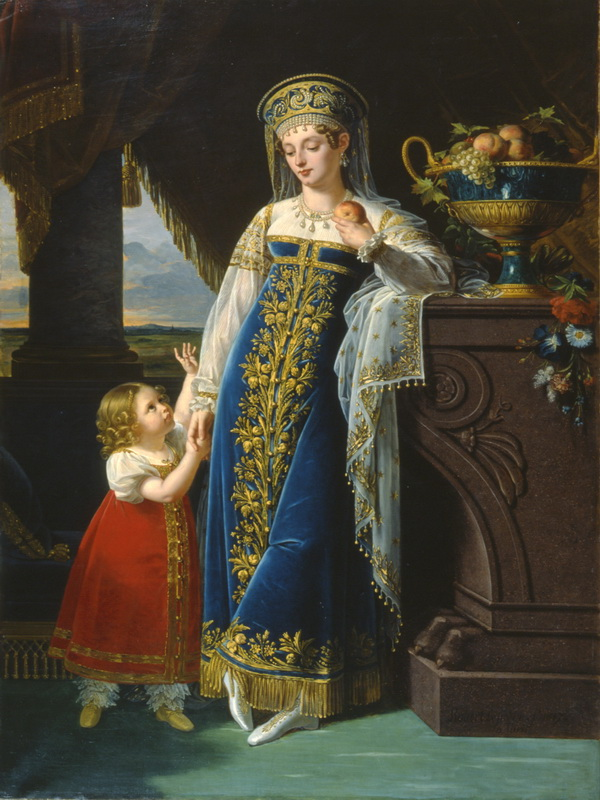
《M·F·巴里亚京斯卡娅与女儿奥莉加》，1817年
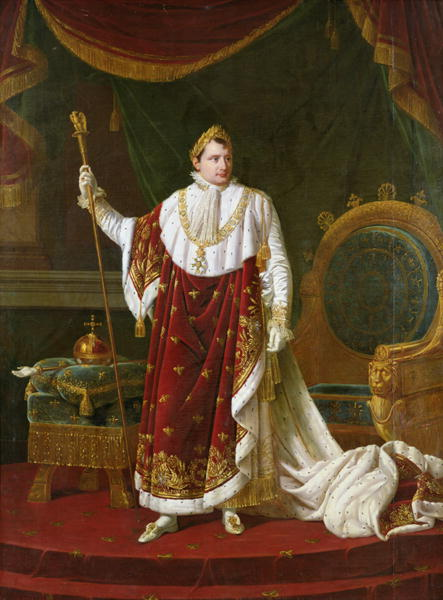
《身着加冕长袍的拿破仑肖像》，1811年